# 隼田洋
隼田 洋（はやた　ひろし、1963年3月- ）は、福岡県出身の日本の実業家。武蔵大学経済学部卒。三愛オブリ株式会社代表取締役社長。

## 経歴
- 1986年（昭和61年）　三愛石油株式会社　入社
- 2020年（令和2年）　 同社　執行役員
- 2022年（令和4年）　 三愛オブリ株式会社　常務執行役員
- 2022年（令和4年）　 同社　取締役
- 2023年（令和5年）　 同社  代表取締役社長